# District de Bankura
Le district de Bankura  (bengali : বাঁকুড়া জেলা) est un district de l’État indien du Bengale-Occidental.

## Géographie
Le district a une population de 6 882 habitants en 2011 pour une superficie de 6 882 km2.